# Маріо Зайдль
Маріо Зайдль (нім. Mario Seidl) — австрійський лижний двоборець, олімпійський медаліст, призер чемпіонатів світу. 
Бронзову олімпійську медаль Зайдль виборов у складі австрійської команди в командних змаганнях за форматом великий трамплін + 4х5 км на Пхьончханській олімпіаді 2018 року.

## Зовнішні посилання
- Досьє на сайті FIS [Архівовано 2 вересня 2017 у Wayback Machine.]

## Виноски
1. 1 2 3  Olympedia — 2006.
2. ↑  Salzburgwiki
3. ↑  Міжнародна федерація лижного спорту — 1924.
4. ↑  Team large hill/4 × 5 km results